# Кураж (группа)
«Кура́ж» — советская рок-группа, созданная в конце 1988-го московскими музыкантами, участниками других известных московских коллективов и являющаяся таким образом супергруппой в западном понимании.
Музыканты объединились для того, чтобы совместно играть софт-рок, однако в течение почти полугода группа нигде не выступала и не выпускала песни: составлялся репертуар, а музыканты выполняли обязательства по предыдущим контрактам. Первые выступление группы состоялись 26 апреля 1989 года на концертах посвящённых тридцатилетию The Beatles. Тогда же были исполнены песни «Блюз российских снегов» и «Сладостно и страшно», хорошо встреченные публикой и критикой. После этого группа занялась студийной работой, и в начале 1990 года вышел её дебютный магнитоальбом «Ветер в гривах».
Авторы книги «Кто есть кто в советском роке» назвали альбом «одновременно и интересным и неожиданным»: «с отточенными аранжировками, изящным мелодизмом, красивым, порою многоголосым вокалом; насыщенным, плотным саундом — всем тем, что присуще лидерам „софта“ — Bon Jovi, Europe и Def Leppard».
В 1990 г. Андрея Шатуновского на позиции ударных сменил Андрей Клейман (экс-«Форт Росс»).

## Состав
- Андрей Кольчугин — вокал (экс-КРОСС) (ум. в 2016) [2]
- Дмитрий Четвергов — гитара (экс-ПРОБА-1000, экс-КВАДРО, экс-РАНДЕВУ, экс-ПРИМУС)
- Михаил Саушев — бас-гитара (экс-Магнит)
- Михаил Лотков — клавиши, (экс-Чёрный Кофе, экс-Магнит)
- Андрей Шатуновский — ударные (экс-Чёрный Кофе, экс-Москва)

## Дискография
| Название                     | Год выпуска | Лейбл          |
| ---------------------------- | ----------- | -------------- |
| Ветер в гривах               | 1989        | Мелодия        |
| Ветер в гривах (переиздание) | 2002        | Мистерия звука |

### Ветер в гривах
| Название               | длительность | автор стихов             | автор музыки                                 |
| ---------------------- | ------------ | ------------------------ | -------------------------------------------- |
| Вечный праздник        | 4:19         | А.Кольчугин              | А.Кольчугин, М.Лотков, В.Саушев              |
| Блюз российских снегов | 4:36         | М.Пушкина                | Д.Четвергов, А.Кольчугин, М.Лотков, М.Саушев |
| Сладостно и страшно    | 3:58         | А.Кольчугин              | М.Саушев, А.Кольчугин, М.Лотков              |
| Фата Моргана           | 4:01         | —                        | Д.Четвергов                                  |
| Уходит ночь            | 5:44         | М.Пушкина                | М.Саушев, А.Кольчугин                        |
| Я не умер              | 3:27         | А.Кольчугин              | М.Лотков, А.Кольчугин, М.Саушев              |
| Мама                   | 4:58         | М.Пушкина                | А.Кольчугин                                  |
| Сны у моря             | 5:30         | А.Кольчугин              | М.Лотков, А.Кольчугин                        |
| Обезьянка              | 3:29         | К.Кавалерян, А.Кольчугин | А.Кольчугин, Д.Четвергов, М.Саушев           |
| Прощай                 | 4:32         | А.Кольчугин              | А.Кольчугин                                  |